# أبرهام أيبل
أبرهام أيبل (بالإنجليزية: Abraham Abell) أنتكوري إيرلندي.
ولد أبيل في كورك، أيرلندا، في عائلة كوركيرز، لأحد عشر طفلاً. عائلته كانت تزاول التجارة منذ زمن طويل. وهو أيضاً كان ناجحاً في ذلك.